# 曹吉祥
曹 吉祥（そう きっしょう、生年不詳 - 1461年）は、明代中期の宦官。甥で養子は曹欽。

## 生涯
永平府灤州の出身。はじめ英宗（正統帝）のもとで権勢を振るっていた王振に接近し、監軍に任命されている。そのため王振に次ぐ有力宦官となった。正統帝時代には監軍として正統13年（1448年）に発生した鄧茂七による反乱を正統14年（1449年）までに鎮圧している。その鎮圧の年に発生した土木の変で正統帝が捕縛されて王振も戦死すると、新たに即位した景泰帝によって中枢から遠ざけられた。
天順元年（1457年）、石亨と共謀して奪門の変を起こし、重病だった景泰帝を廃して英宗を天順帝として重祚させた。この功績により、司礼大監に任命された。その後、石亨と共に景泰帝時代に重職にあった于謙らを次々と粛清した。石亨と共に天順帝の下で権勢を振るったことから「曹石」と称された。
しかし奪門の変で協力関係にあった徐有貞を罪に落とすなど、次第に専横がひどくなったため、天順帝は李賢と協力して曹石を除こうとした。天順3年（1459年）に石亨は罪に落とされて天順4年（1460年）に獄死。天順5年（1461年）7月、曹吉祥（実際は養子の曹欽と馮益が石亨失脚により罪科を恐れて）もクーデターを決行しようとした。しかし鎮圧されて曹欽は井戸に身を投げて自殺。曹吉祥らは磔刑に処され、その他も連座として死罪に処された。